# Forsa forngård
Forsa forngård ligger i Fränö i Forsa socken, Hälsingland.
På Forsa forngård finns en mängd olika byggnader från socknen av kulturellt värde att beskåda, många från 1700-talet. Ett besök här ger en inblick i Hälsinglands bondekultur. Byggnaderna på gården är ett gott exempel på en sammanhållande och tidsenlig gårdsmiljö. Specifikt för Hälsingland är att bostadshuset är sammanbyggt med ladugården, det s.k. "fäxet". Varje år hålls ett traditionellt midsommarfirande på forngården. 